# Каловето
Каловето (італ. Caloveto, сиц. Caluvitu) — муніципалітет в Італії, у регіоні Калабрія,  провінція Козенца.
Каловето розташоване на відстані близько 450 км на південний схід від Рима, 70 км на північ від Катандзаро, 50 км на північний схід від Козенци.
Населення — 1283 особи (2014).
Щорічний фестиваль відбувається 15 січня. Покровитель — San Giovanni Calibyta.

## Демографія
Населення за роками:

Станом на 1 січня 2023 року в муніципалітеті офіційно проживало 11 іноземців з 5 країн, серед них 10 громадян країн Євросоюзу.

## Сусідні муніципалітети
- Калопедзаті
- Кропалаті
- Лонгобукко
- П'єтрапаола